# Anthony Walker Jr.
Anthony Laron Walker Jr. (Miami, 8 agosto 1995) è un giocatore di football americano statunitense che milita nel ruolo di linebacker per i Miami Dolphins della National Football League (NFL). Fu scelto nel corso del 5º giro (161º assoluto) del Draft NFL 2017 dai Colts. Al college ha giocato a football per Northwestern.

## Carriera universitaria
Walker frequentò la Northwestern University dal 2013 al 2016 e giocò per i Northwestern Wildcats. Non disputò nessuna partita nella sua prima stagione; ebbe l'opportunità di giocare nella stagione 2014 come freshman redshirt dopo che il compagno di squadra Collin Ellis subì numerosi infortuni. Nella partita contro Penn State, Walker intercettò un passaggio del quarterback Christian Hackenberg ritornandolo in touchdown e assicurando la vittoria alla propria squadra. Terminò la stagione con dodici presenze (sette da titolare), 51 placcaggi totali, 1,5 sack, due intercetti (uno ritornato in touchdown), un fumble forzato e uno recuperato. La stagione 2015 come sophomore redshirt fu la più prolifica per Walker: disputò tutte le tredici partite da titolare, totalizzando 122 placcaggi totali (primo nella squadra) dei quali 20,5 con perdita di yard (quarto in tutto il Paese), 4,0 sack, un intercetto, tre fumble forzati e tre recuperati (uno ritornato in touchdown). A fine stagione fu nominato All-American e nella prima formazione ideale All-Big Ten. Nella stagione 2016, come junior, Walker disputò tutte le tredici partite da titolare, totalizzando 105 placcaggi totali, due sack, un intercetto, due fumble forzati e quattro recuperati; a fine stagione venne nominato nella seconda formazione ideale All-Big Ten.

## Carriera professionistica

### Indianapolis Colts

#### Stagione 2017
Walker fu scelto nel corso del 5º giro (161º assoluto) del Draft NFL 2017 dagli Indianapolis Colts. L'11 maggio 2017 firmò un contratto quadriennale del valore di 2,66 milioni di dollari con i Colts. Tuttavia non poté unirsi alla squadra fin da subito dovendo aspettare la fine dell'ultimo semestre alla Northwestern University. Durante il ritiro estivo dovette competere per il ruolo di inside linebacker titolare con Sean Spence, Antonio Morrison, Jon Bostic e Edwin Jackson. Il capo-allenatore Chuck Pagano assegnò a Walker il ruolo di inside linebacker di riserva dopo Bostic e Morrison.
Fece il suo debutto da professionista nella partita inaugurale della stagione 2017 contro i Los Angeles Rams, ma dovette uscire dalla partita nel secondo quarto a causa di un infortunio al tendine del ginocchio. L'infortunio lo costrinse a rinunciare alle tre partite seguenti. Tornò nella partita del quinto turno contro i San Francisco 49ers ma dovette uscire nel terzo quarto dopo essersi infortunato nuovamente al ginocchio e saltò le tre partite successive. Il 29 dicembre 2017, Walker disputò la sua prima partita da titolare nel sedicesimo turno contro i Baltimore Ravens dopo l'infortunio del compagno di squadra Bostic, mettendo a segno nove placcaggi totali nella sconfitta per 23–16. Terminò la sua stagione da rookie con dieci presenze (due da titolari) e 22 tackle totali (11 singoli).

#### Stagione 2018
Il neo capo-allenatore dei Colts Frank Reich nominò Walker middle linebacker titolare per la stagione 2018, al fianco degli outside linebacker Najee Goode e Darius Leonard.
Il 23 settembre 2018, nella partita del terzo turno contro i Philadelphia Eagles campioni in carica, Walker fece registrare nove placcaggi e intercettò il suo primo passaggio in carriera dal quarterback Carson Wentz; i Colts vennero sconfitti per 20–16. Nel tredicesimo turno contro i Jacksonville Jaguars mise a segno 10 placcaggi totali (4 solitari e 6 assistiti) e recuperò un fumble; i Colts furono sconfitti per 0–6. Nel quattordicesimo turno contro gli Houston Texans, Walker fece registrare un record stagionale di 11 placcaggi totali (7 solitari e 4 assistiti) e un passaggio difeso. Terminò la stagione regolare 2018 con 15 presenze (di cui 14 da titolare), 105 placcaggi totali (69 solitari e 36 assistiti), un sack, un intercetto, un fumble recuperato e quattro passaggi difesi.
Walker disputò la sua prima partita ai play-off giocando da titolare nel Wild Card Game contro i Texans, e mise a segno 6 placcaggi totali (2 solitari e 4 assistiti); i Colts vinsero per 21–7. Nel Divisional Play-off contro i Kansas City Chiefs, fece registrare 6 placcaggi totali (1 solitario e 5 assistiti); i Colts furono sconfitti per 13–31.

### Cleveland Browns
Il 19 marzo 2021 Walker firmò un contratto di un anno con i Cleveland Browns.

### Miami Dolphins
Il 15 marzo 2024 Walker firmò con i Miami Dolphins.